# John E. Jaqua Hallgatói Sportközpont
A John E. Jaqua Hallgatói Sportközpont (angolul: John E. Jaqua Center for Student Athletes) az Oregoni Egyetem sportlétesítménye az Oregon Ducks NCAA-beli játékosai számára az Amerikai Egyesült Államok Oregon államának Eugene városában.
A tervező ZGF Architects az épületért elnyerte az Amerikai Építészeti Intézet 2011-es belsőépítészeti díját.
A létesítmény vitákat váltott ki, mivel építése idején nagy szükség lett volna tantermekre, azonban egy előadótermen, kávézón és mosdókon kívül az épület csak a sportolókat szolgálja. Az Oregon Ducks ígéretei szerint az épület önfenntartó lenne, azonban a valóságban a tandíjbevételekből működtetik.

## Leírás
A létesítmény a Matthew Knight Arénától sétatávolságra fekszik. Névadója John E. Jaqua öregdiák, a Nike igazgatósági tagja. A 3716 négyzetméteres épületben 114 fős előadóterem, 54 számítógépes munkaállomás, 35 oktató szoba, 25 iroda és nemenként három mosdó található, emellett szökőkút, könyvtár, 3D-s és grafikai laboratórium, számítógépterem és kávézó is helyet kapott.
A sportolók edzéstervét egyetemi tanácsadójuk állítja össze.

## Fordítás
- Ez a szócikk részben vagy egészben  a   John E. Jaqua Center for Student Athletes című angol Wikipédia-szócikk ezen változatának fordításán alapul.  Az eredeti cikk szerkesztőit annak laptörténete sorolja fel. Ez a jelzés csupán a megfogalmazás eredetét és a szerzői jogokat jelzi, nem szolgál a cikkben szereplő információk forrásmegjelöléseként.